# Borte Chino
Borte Chino (? - ca. 635) fue el segundo gobernante y líder del Imperio Mongol, antepasado directo de Genghis Khan.  Siendo conocido como Chon Saaral o el lobo gris, fue nieto del trigésimo segundo emperador tibetano Namri Song Tsen; también fue el hijo de Khan Tengri, el segundo hijo del emperador.
Aunque pocos conocen sobre él fue el segundo Khan de los mongoles. Gobernó por 5 años siendo antes de Batachi Khan.